# 幡野広志
幡野 広志（はたの ひろし、1983年3月1日 - ）は、日本の男性写真家、ライター。東京都出身、東京都八王子市在住。

## 経歴・人物
1983年、東京都に生まれる。
2004年に日本写真芸術専門学校を中退。2010年に写真家高崎勉に師事し、2011年に独立。2012年に狩猟免許を取得した。
私生活では、2011年に結婚し、2016年に息子が生まれている。
2017年に多発性骨髄腫を発病し余命3年を宣告される。

## 受賞歴
- Nikon Juna21受賞[3][4]
- エプソンフォトグランプリ入賞[4]

## 著作
- 『ぼくが子どものころ、ほしかった親になる。』PHP研究所、2018年。
- 『ぼくたちが選べなかったことを、選びなおすために。』ポプラ社、2019年。
- 『なんで僕に聞くんだろう。』幻冬舎、2020年。 - 「cakes」連載「幡野広志の、なんで僕に聞くんだろう。」書籍化
  - 『なんで僕に聞くんだろう。』幻冬舎文庫版、2022年。
- 『他人の悩みはひとごと、自分の悩みはおおごと。 #なんで僕に聞くんだろう。』幻冬舎、2020年 -「幡野広志の、なんで僕に聞くんだろう。」第2弾
- 『だいたい人間関係で悩まされる #なんで僕に聞くんだろう。』幻冬舎、2023年 -「幡野広志の、なんで僕に聞くんだろう。」第3弾

## 「cakes」での炎上事案

### DV被害者への不適切回答
2020年10月19日、noteが運営するデジタルコンテンツプラットフォーム「cakes」上での連載人生相談「幡野広志の、なんで僕に聞くんだろう。」において、夫からのDVやモラルハラスメント（モラハラ）に悩む女性の相談への「回答」で、「大袈裟もウソも信用を失うから損するよ」と題して、相談者を嘘つき呼ばわりし「大袈裟ママ」というあだ名を付けた。相談者は20代の女性で、夫のモラハラ行為に耐えかねて実家に帰ろうとしたらDV被害を受けたが、子供がいるため離婚の決心がつかないという深刻な相談内容であったが、幡野はこれに対し「大袈裟にいってない？」「あなたのウソは相手を陥れるものだからちょっと悪質だとおもうよ」と「回答」した上で、父親を悪く言うことで子供に対し印象操作する「大袈裟ママ」と称した。さらに「大袈裟に話を盛ってしまうのはあなたが孤独だから」と決めつけた上で「旦那さんのことは一度忘れて自分のことを考えてみましょう」と回答を締めくくった。
また「cakes」編集部も、幡野のこの「回答」を掲載するにあたり「夫からDVとも言える仕打ちを受けているという今回の相談者。ただ、違和感のある相談文に、幡野広志さんは何を感じたのでしょうか」として、相談内容への「違和感」を強調していた。
この「回答」が「DV被害者への二次被害にあたる」と批判を受け、SNSなどで炎上したことから、同年10月22日付でcakes編集部と幡野は謝罪した上で記事を削除、さらに同年10月26日付の「cakes」上の記事で幡野は再度謝罪、翌10月27日付でcake編集部は「10月19日掲載記事に関するお詫びと今後の対応について」と題した謝罪文を再度掲載して再発防止に務めるとした。
なお幡野は、「cakes」の同コーナー第1回の2018年10月31日付記事「ガン患者のぼくが、あなたからの悩みを募集するにあたって」において、「いまの彼氏や彼女と結婚するかどうか迷っている人は、人生相談を彼氏彼女にしてみるといいです。考えを押し付けてくるような人だったり、自分のことを否定してくる人だったら、結婚は控えた方がいいとぼくは思います」と述べている。その理由として「子どもができたとき、子どもという絶対的に弱い存在に対しても同じことをするからです。考えを押し付けてくる人って、やっぱり誰かから考えを押し付けられてきたのだと思います」と述べている。
また幡野は同コーナーで、別の相談者の女性に対しても「子どもに家族の悪口を言う親は信用できない」と題し、「私は妻の母が嫌いです。一番の理由は家族のグチをいうからです」と自分の個人的体験を前置きとして、「ぼくは子どもに家族の悪口をいう親が理解できません。例えば母親が父親の悪口を子どもにいうパターンってよくあります。あれって子どもの心を傷つけて、父親と子どもの関係性を悪くするだけです」と持論を述べている。幡野がDV被害を相談した女性に対し「父親を悪く言うことで子供に対し印象操作する『大袈裟ママ』」とまで決めつけたのは、こうした持論があってのことだった。その背景には幡野の生育歴があった。
幡野は『婦人公論』のインタビューで、「実は、がんになってから母とのつきあいを絶っています。母は、いわゆる『昭和的な価値観』を押しつける人。もともと子どもの気持ちを汲みとってくれる親ではありませんでしたが、18歳で父を亡くしてからというもの、僕がうまく立ち回ることでかろうじて、表面的な親子関係を保ってきました」と述べ、母親との関係が良好ではなく、絶縁したことを明かした。

### 未成年虐待被害への不適切回答
しかしながら幡野はその後も、「cakes」の同コーナー2021年4月26日付の記事で、14歳の少女から、同い年の友人である女子中学生が、母親からの児童虐待や、年上の男性からデートDVを受けているという相談を受け、「友達に恵まれることは、とても幸せなこと」と題して「回答」。その回答内容が問題視された。
幡野は児童虐待の件について、その友人の家庭環境に問題があるとしつつも、「それは大人が解決すべき問題」であり、「友達が自分で解決できる環境でもないし、解決する力も知識も行動力もまだ持っていない。そして、その力がないのはキミも同じ」と「回答」した。
さらにデートDVの件についても、「結局のところ、人の恋愛に口出しなんてできない」「いまの状況をどうにかしようとするのは、友達のしあわせを壊しかねない、大きなお世話の可能性もある」と「回答」したのみで、相談窓口などを紹介することもなく、「まずは自分のしあわせを第一に考えましょう。キミが恋愛をするときに、友達の彼みたいな人は避ければいいよ」と「回答」を締めくくった。
この件は再度SNSなどで炎上し、編集部の判断で同日中に記事が急遽削除され、16時までには閲覧不可とされた。そのことは幡野には事前に知らされず、幡野は同日16時過ぎに自身のTwitterアカウントで「ああ、本当だ。消えてる。」とツイートした。なお、note株式会社は翌4月27日のハフポスト日本版の取材に対し、記事削除の理由については「個別記事の詳細については、回答を差し控えます」として回答しなかった。
これらの度重なる炎上事案を受け、「cakes」編集部は翌月2021年5月7日、同コーナーの連載を5月末で打ち切ることを発表した。また、note株式会社は「cakes」そのものの閉鎖を翌2022年5月25日に発表、同年8月31日をもって「cakes」を閉鎖した。

### その後
一方で幡野はその後、筑摩書房「webちくま」の連載「みんな"普通"で困ってる」2024年12月27日付「最終回 SNSと現代社会」において、「ぼくが住む八王子市でも市長選があった。SNSと選挙の相性がいいので盛り上がるのはいいんだけど、選挙期間中の罵詈雑言にはゲンナリする。だけど『ゲンナリする』なんてSNSで発言しようものなら『お前は自民党の工作員か!! 電通からいくらもらってるんだ!?』と妄想を証拠にSNS人民裁判にかけられ業火の炎に燃やされる」「社会を維持するために国から認められた権力ではなく、権利もないのに他人に権力を使いたがる人は、支配欲が強く頭の悪い人だと思うのでぼくはモンスターと呼んでいます。そういうモンスターが選挙になるとちらほらと可視化されますよね」などと、SNSでの「炎上」に対する意見を述べている。